# 아자미 (영화)
아자미(Ajami)는 이스라엘에서 제작된 야론 샤니 감독의 2009년 드라마 영화이다. 포아드 하비시 등이 주연으로 출연하였고 Moshe Danon 등이 제작에 참여하였다.

## 출연

### 주연
- 포아드 하비시
- 니스린 리한

### 조연
- 스칸다르 콥티

## 제작진
- 공동제작: 스칸다르 콥티
- 공동제작: Talia Kleinhendler
- 공동제작: 야론 샤니